# マセラティ・バードケージ 75th
マセラティ・バードケージ 75th（Birdcage 75th ）はイタリアのピニンファリーナで制作されたコンセプトカー。

## 概要
2005年、ジュネーヴ・モーターショーにて発表。
ピニンファリーナ創立75周年を記念して作られた。初代マセラティ・ティーポ61をモチーフとしてマセラティ・MC12をベースにかつてのスーパーカーを蘇らせ、ドリームカーの原点回帰と最新テクノロジー、それらを表現する現代的な造形への挑戦を果たした。
デザイン統括は奥山清行、最終デザイン案はジェイソン・カストリオタによる。名前は1959年マセラティのル・マンカーであったティーポ61の通称名からとってつけられた。

### デザイン・設計
ボディにドアはなく、ウィンドウ、ルーフ、フェンダーまでもが一体となった巨大なアクリル製フードが斜め前方に迫り上がり、コックピットへのアクセスが可能となる。ボディはCFRP製で、シャシーはCFRP製+デュポンのメタ系アラミド繊維『ノーメックス紙』製ハニカム構造材の複合素材をフレームに使用し、リア・フロントのサブフレームはアルミ合金製。
本来インストルメントパネルにあるはずの計器類は全てヘッドアップディスプレイを使用し、ダッシュボード中央に配された透明パネルに投影表示される。マセラティ伝統のアナログ時計も同様に投影表示される。
ステアリングホイール中央にはコントロールデバイスが集中配置されている。また、モトローラ設計の携帯電話用Bluetoothヘッドセットが装備され、搭載されているいくつかのカメラを通信機器を使い他者と走行データを共有出来る。

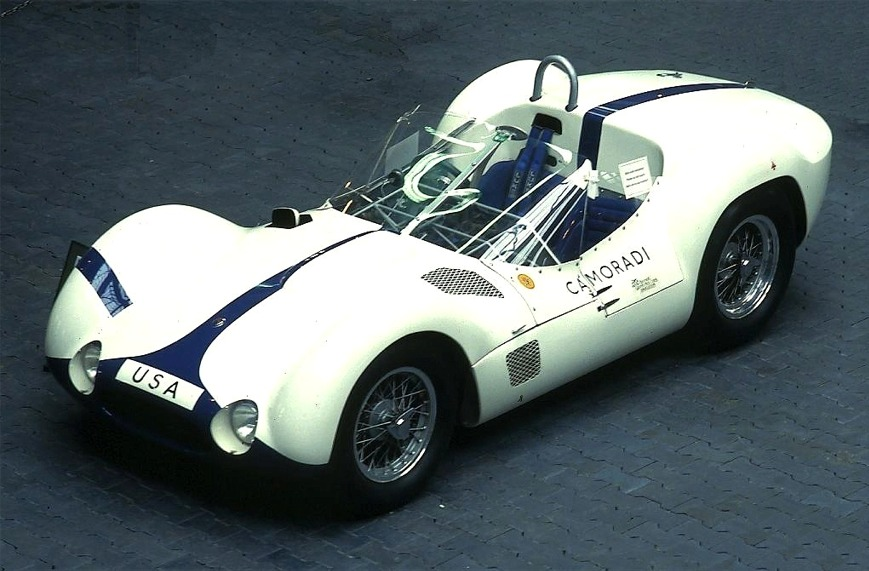
モチーフとなったティーポ61
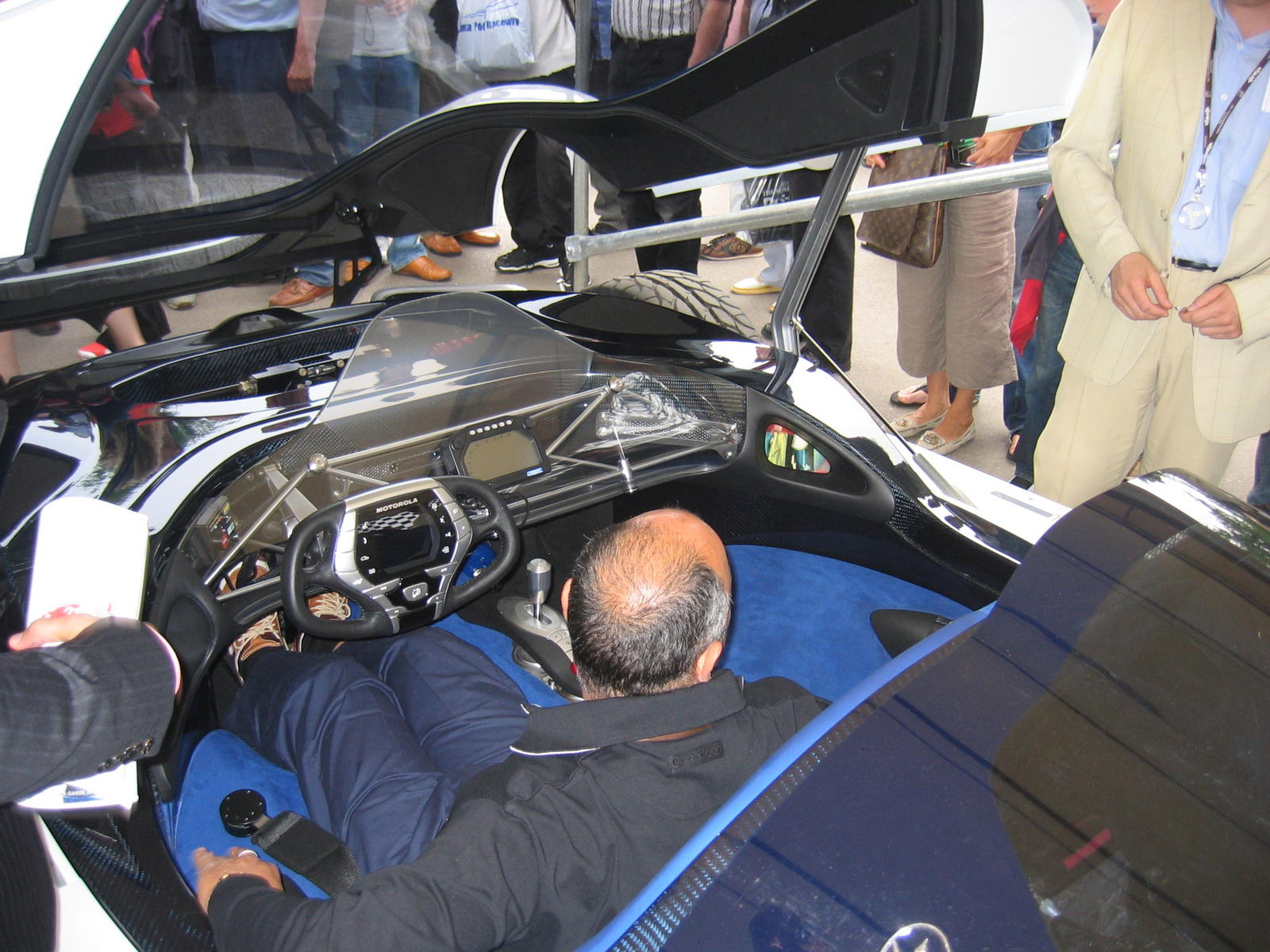
ヘッドアップディスプレイ